# Alcuins följd
Inom matematiken är Alcuins följd, uppkallad efter Alcuin av York, följden av koefficienterna i Taylorutvecklingen av funktionen:
{\displaystyle {\frac {x^{3}}{(1-x^{2})(1-x^{3})(1-x^{4})}}=x^{3}+x^{5}+x^{6}+2x^{7}+x^{8}+3x^{9}+\cdots .}
De första termerna i följden är:
0, 0, 0, 1, 0, 1, 1, 2, 1, 3, 2, 4, 3, 5, 4, 7, 5, 8, 7, 10, 8, 12, 10, 14, 12, 16, 14, 19, 16, 21.